# Grigory Mikhailovich Shtern
Grigory Mikhailovich Shtern (tiếng Nga: Григорий Михайлович Штерн; 6 tháng 8 [lịch cũ 24 tháng7] năm 1900 - 28 tháng 10 năm 1941) là một tướng lĩnh Hồng quân Liên Xô, cố vấn quân sự phe Cộng hòa trong Nội chiến Tây Ban Nha. Ông cũng phục vụ đặc biệt trong Chiến tranh biên giới Xô-Nhật và Chiến tranh Mùa đông. Ông bị cáo buộc tội phản quốc và bị xử bắn trong cuộc thanh trừng quân đội năm 1941 của Stalin.

## Sự nghiệp
Shtern sinh ra trong một gia đình Do Thái ở Smila, Kiev năm 1900. Ông bắt đầu sự nghiệp quân sự với tư cách là Chính ủy của một lữ đoàn Hồng quân năm 1919, cùng năm ông gia nhập Đảng Bolshevik. Shtern tốt nghiệp Học viện Quân sự Hồng quân năm 1929 và làm việc cho Dân ủy về các vấn đề quân sự. Ông được bổ nhiệm làm tư lệnh Sư đoàn 7 Kỵ binh năm 1936. Shtern từng là cố vấn quân sự của Liên Xô cho Quân đội Cộng hòa Tây Ban Nha trong Nội chiến Tây Ban Nha từ tháng 1 năm 1937 đến tháng 4 năm 1938.
Sau khi trở về từ Tây Ban Nha, Shtern trở thành Tham mưu trưởng của Phương diện quân Viễn Đông, do Vasily Blyukher chỉ huy, người sẽ sớm bị xử tử trong Đại thanh trừng. Trong trận Hồ Khasan tháng 7 và tháng 8 năm 1938, Shtern được giao nhiệm vụ chỉ huy sau khi cuộc phản công ban đầu của Blyukher thất bại. Ông đã chỉ huy tấn công quân Nhật Bản trên sườn núi đang tranh chấp với lực lượng vượt trội về số lượng và từ từ đẩy họ trở lại. Áp lực của cuộc tấn công của Liên Xô đã buộc người Nhật phải ngừng bắn vào ngày 11 tháng 8 vì họ không thể giữ được sườn núi mà không mở rộng xung đột. Vào ngày 31 tháng 8, Stalin quyết định bãi bỏ Phương diện quân Viễn Đông vì ông cảm thấy nó không "chứng minh được giá trị của nó", và Shtern được giao quyền chỉ huy của Tập đoàn quân Cờ đỏ số 1 mới. Ngày 9 tháng 2 năm 1939, ông được thăng cấp bậc Tư lệnh Tập đoàn quân bậc 2. 

G. Shtern, Khorloogiin Choibalsan và Georgy Zhukov tại Khalkhin Gol.

Sau một loạt các sự cố biên giới vào mùa xuân và đầu mùa hè năm 1939 leo thang thành Trận chiến Khalkhin Gol, vào ngày 5 tháng 7, Shtern đã được giao vị trí chỉ huy của một "nhóm mặt trận", điều phối tất cả các lực lượng Liên Xô ở Viễn Đông. Nhóm mặt trận có nhiệm vụ giám sát Quân đoàn súng trường đặc biệt số 57 của Georgy Zhukov chiến đấu tại Khalkhin Gol, nhưng vào ngày 19 tháng 7, quân đoàn này đã được chuyển đổi thành Cụm tập đoàn quân Xô - Mông số 1 và được hoạt động độc lập, để Zhukov có thể hành động mà không có sự can thiệp từ Shtern và theo lệnh trực tiếp từ Bộ Tổng tham mưu.  Theo nhà sử học quân sự Anh Geoffrey Roberts, Shtern đóng vai trò trung tâm trong kế hoạch phản công của Liên Xô vào tháng 8, nhưng Zhukov là người tổ chức và là điều hành chính của nó. Shtern đã được trao tặng danh hiệu Anh hùng Liên Xô vào ngày 29 tháng 8 năm 1939, vì "lòng dũng cảm và sự dũng cảm trong việc thực hiện nhiệm vụ quân sự" tại Khalkhin Gol.
Ngày 12 tháng 12 năm 1939, Stern được giao nhiệm vụ chỉ huy Tập đoàn quân số 8 thay tướng Ivan Nikitich Khabarov trong Chiến tranh Mùa đông giữa Phần Lan và Liên Xô. Sau Chiến tranh Mùa đông, Hồng quân đã khôi phục cấp bậc quân sự truyền thống, và Shtern được thăng cấp Thượng tướng vào ngày 5 tháng 6 năm 1940. Ông được bổ nhiệm vào vị trí chỉ huy của Phương diện quân Viễn Đông vào ngày 22 tháng 6 năm 1940.
Shtern đã bị bắt vào ngày 7 tháng 6 năm 1941 trong một cuộc thanh trừng mới của Hồng quân và "thú nhận" dưới sự tra tấn rằng ông tham gia một âm mưu của phái Trotskyist trong Hồng quân từ năm 1931, và là một gián điệp Đức. Ông bị xử bắn mà không qua xét xử vào ngày 28 tháng 10.
Shtern được phục hồi danh dự vào tháng 8 năm 1954. 

## Giải thưởng và danh hiệu
- Anh hùng Liên Xô (29 tháng 8 năm 1939)
- Hai Huân chương Lenin (21 tháng 6 năm 1937, 29 tháng 8 năm 1939)
- Ba Huân chương Cờ đỏ (4 tháng 9 năm 1924, 22 tháng 10 năm 1937 và 25 tháng 10 năm 1938)
- Huân chương Sao đỏ (19 tháng 5 năm 1940)
- Huân chương Cờ đỏ của Mông Cổ ngày 10 tháng 8 năm 1939)

## Lịch sử quân hàm
- Sư đoàn trưởng (комдив) (20.11.1935)
- Quân đoàn trưởng (комкор) (19.02.1938)
- Tư lệnh Tập đoàn quân bậc 2 (командарм 2-го ранга) (9.02.1939)
- Thượng tướng (генерал-полковник) (4.06.1940)